# Buck (cratère)
Pour les articles homonymes, voir Buck.
Buck est un cratère de 21,8 km de diamètre situé dans la région Navka  sur Vénus. Il a été nommé en l'honneur de Pearl S. Buck,.